# مسکو (ویرجینیای غربی)
مسکو (به انگلیسی: Moscow) یک منطقهٔ مسکونی در ایالات متحده آمریکا است که در شهرستان هنکاک، ویرجینیای غربی واقع شده‌است.